# Antipathes griggi
Antipathes griggi is een Antipathariasoort uit de familie van de Antipathidae. De wetenschappelijke naam van de soort is voor het eerst geldig gepubliceerd in 2009 door Opresko. 